# Asplenium finlaysonianum
Asplenium finlaysonianum är en svartbräkenväxtart som beskrevs av Nathaniel Wallich och William Jackson Hooker. Asplenium finlaysonianum ingår i släktet Asplenium och familjen Aspleniaceae. Inga underarter finns listade.